# .az
.az (Azerbaijão) é o código TLD (ccTLD) na Internet para o Azerbaijão.